# Arundel (wyspa)
Arundel (Kohinggo) — wyspa w grupie wysp Nowej Georgii w archipelagu Wysp Salomona, należąca do państwa Wysp Salomona. Cieśnina Blackett oddziela ją od wulkanicznej wyspy Kolombangara.